# Boetica
Boetica ist ein Ort im Südosten von Dominica. Die Gemeinde hatte im Jahr 2011 149 Einwohner. Boetica liegt im Parish Saint Patrick.

## Geographische Lage
Boetica liegt nördlich von Delices und südlich von La Plaine.